# Omor

Rata omuciderilor din România (2011)

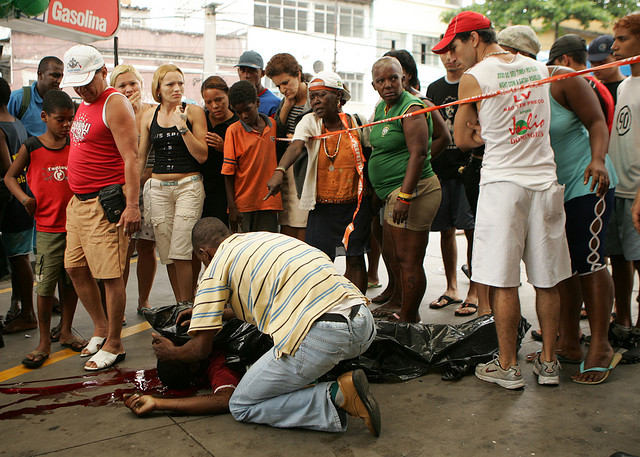
Victimă a unei omucideri în Rio de Janeiro, Brazilia

Omorul (numit și asasinat sau omucidere) este o infracțiune în care o persoană ia viața unei alte persoane, cu intenție.
Exită mai multe moduri în care se poate săvârși omorul: 
- prin acțiune directă, când autorul provoacă moartea victimei prin împușcare, otrăvire, sufocare, lovire etc.
- prin acțiune indirectă, când autorul pune în mișcare o forță materială (asmute un animal periculos asupra victimei) ori expune victima la situații periculoase.
- prin inacțiune, când autorul nu îndeplinește un act la care era obligat prin lege.

Când decesul unei persoane este rezultatul unei acțiuni neintenționate, de obicei din neglijență, fapta se numește ucidere din culpă. În ceea ce privește pericolul social, cel al unei fapte săvârșite din culpă fiind mai redus decât acela al unei fapte similare săvârșite cu intenție, și pedeapsa este mai redusă.

## Ucigașii
Din punct de vedere statistic, ucigașii sunt preponderent persoane aflate în căutarea unui partener sexual:
- bărbați (deoarece femeile sunt foarte pretențioase în alegerea unui partener, bărbații sunt cei care concurează între ei pentru a-și găsi o parteneră, comportament întâlnit pe larg și la alte animale);[3]
- singuri (necăsătoriți, fără parteneră);[3]
- șomeri (care nu dispun de resursele necesare atragerii unei partenere);[3]
- între 20 și 30 de ani (la apogeul perioadei lor reproductive).[3]

De asemenea, gelozia sexuală (întemeiată sau din motive imaginare) este din punct de vedere statistic un motiv important pentru uciderea de către un bărbat a partenerei sale, deoarece pentru bărbat este greu de suportat ideea că-și irosește resursele pentru a crește copiii unui alt bărbat, acest lucru fiind condiționat din punct de vedere evoluționar. Uciderea unui copil (propriu sau adoptat) de către părintele său apare în SUA în 0,1% din cazuri. În SUA probabilitatea ca un copil vitreg sa fie omorât de părintele său adoptiv este de 40-100 de ori mai mare decât aceea ca propriul copil să fie omorât de părintele său.
Jignirea în public este o altă cauză importantă a omuciderilor și acest lucru este condiționat din punct de vedere evoluționar.
Conform datelor din Olanda, în 9 cazuri din 10 Poliția olandeză poate identifica suspecții de omor în câteva luni. Femeile sunt aproape întotdeauna omorâte de un bărbat cu care avuseseră o relație, ceea ce face foarte ușoară identificarea suspectului. Bărbații sunt în general omorâți cu focuri de armă.

## Pedepsele prevăzute de Codul Penal român
În România, conform noului cod penal, care a intrat în vigoare în 2014, infracțiunile de omor sunt clasificate astfel:
Art. 188: Omorul
(1)Uciderea unei persoane se pedepsește cu închisoarea de la 10 la 20 de ani și interzicerea exercitării unor drepturi.
(2)Tentativa se pedepsește.
Art. 189: Omorul calificat
(1)Omorul săvârșit în vreuna dintre următoarele împrejurări:
a)cu premeditare;
b)din interes material;
c)pentru a se sustrage ori pentru a sustrage pe altul de la tragerea la răspundere penală sau de la executarea unei pedepse;
d)pentru a înlesni sau a ascunde săvârșirea altei infracțiuni;
e)de către o persoană care a mai comis anterior o infracțiune de omor sau o tentativă la infracțiunea de omor;
f)asupra a două sau mai multor persoane;
g)asupra unei femei gravide;
h)prin cruzimi
i)profitând de starea de vădită vulnerabilitate a persoanei vătămate, datorată vârstei, stării de sănătate, infirmității sau altor cauze;
se pedepsește cu detențiune pe viață sau închisoare de la 15 la 25 de ani și interzicerea exercitării unor drepturi.
(2)Tentativa se pedepsește.
Art. 190: Uciderea la cererea victimei
Uciderea săvârșită la cererea explicită, serioasă, conștientă și repetată a victimei care suferea de o boală incurabilă sau de o infirmitate gravă atestată medical, cauzatoare de suferințe permanente și greu de suportat, se pedepsește cu închisoarea de la unu la 5 ani.
Art. 192: Uciderea din culpă
(1)Uciderea din culpă a unei persoane se pedepsește cu închisoarea de la unu la 5 ani.
(2)Uciderea din culpă ca urmare a nerespectării dispozițiilor legale ori a măsurilor de prevedere pentru exercițiul unei profesii sau meserii ori pentru efectuarea unei anumite activități se pedepsește cu închisoarea de la 2 la 7 ani. Cand încălcarea dispozițiilor legale ori a măsurilor de prevedere constituie prin ea însăși o infracțiune se aplică regulile privind concursul de infracțiuni.
(3) Dacă prin fapta săvârșită s-a cauzat moartea a doua sau mai multor persoane, limitele speciale ale pedepsei prevăzute în alin. (1) și alin. (2) se majorează cu jumătate.
Art. 200: Uciderea ori vătămarea nou-născutului săvârșită de către mamă
(1)Uciderea copilului nou-născut imediat după naștere, dar nu mai târziu de 24 de ore, săvârșită de către mama aflată în stare de tulburare psihică se pedepsește cu închisoarea de la unu la 5 ani.
De asemenea, există o circumstanță agravantă pentru infracțiunile de omor și omor calificat atunci când victima este membru de familie: Art. 199: Violența în familie (1) Dacă faptele prevăzute în art. 188, art. 189 și art. 193-195 sunt săvârșite asupra unui membru de familie, maximul special al pedepsei prevăzute de lege se majorează cu o pătrime.

## Asasinatele în cultura populară
Oamenii au fost întotdeauna fascinați de moarte, astfel că locuri unde au fost comise asasinate celebre au devenit puncte turistice, zeci sau sute de mii de persoane ajungând să le viziteze anual.